# 交響妮克
交響妮克（烏克蘭語：Симфо-Нік）為一烏克蘭兒童女子團體，她們主要演唱烏克蘭民間和流行類型的歌曲。曾以〈春天將至〉一曲代表烏克蘭參加2014年歐洲青少年歌唱大賽，並獲得第六名。

## 成員[2]
- 阿瑪莉亞·克瑞姆斯卡（烏克蘭語：Амалія Кримська），2002年9月27日出生於克里米亞辛菲羅波爾。
- 瑪爾塔·拉克（烏克蘭語：Марта Рак），2001年1月29日出生於利沃夫。
- 索菲亞·庫申科（烏克蘭語：Софія Куценко），2002年8月27日出生於哈爾科夫。